# Samba
Il o la samba è uno stile musicale e di danza originario del Brasile legato alle tradizioni afroamericane. Il nome "samba"  e proviene probabilmente da semba, che nel dialetto angolano kimbundu significa "panciata", per il modo in cui si ballava.

## Il termine

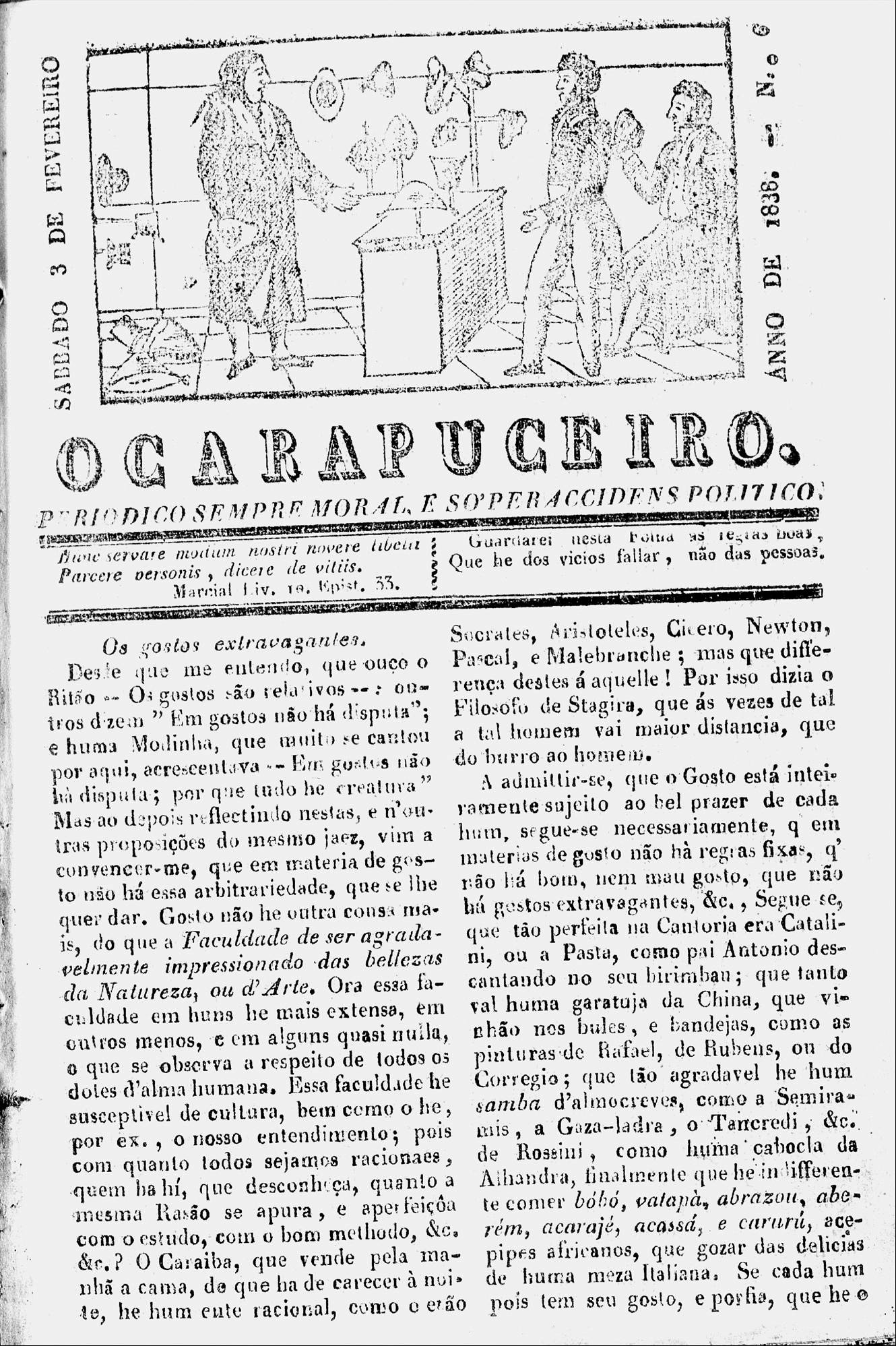
Articolo del 1838 del giornale "O Carapuceiro", in cui appare per la prima volta la parola "samba"

La parola "samba" appare per la prima volta il 3 febbraio del 1838 nel giornale O Carapuceiro in un articolo in cui venivano messi a confronto i gusti musicali dell'élite e del popolo. Nell'articolo Gusti stravaganti, scritto da frate Miguel do Sacramento Lopes Gama, si leggeva che la classe elitaria preferiva artisti come Rossini, con opere come Tancredi, La gazza ladra e Semiramide mentre il popolo era propenso ad ascoltare e ammirare il samba, musica più grossolana ma rappresentativa della popolazione nera.

## Storia
Il samba trova la sua origine a Salvador di Bahia, il porto dove venivano sbarcati gli schiavi rapiti nell'Africa occidentale. Alla sua formazione contribuirono le tradizioni musicali di varie etnie africane, soprattutto yorubà e nagó; nel samba originario (baiano) troviamo miscelati i ritmi delle liturgie di varie divinità appartenenti alle religioni di vari popoli africani: jongo, catereté, batuque, baião e altri. L'origine del samba è legato alla formazione del Candomblé, la religione sincretica afro-brasiliana che si formò in Bahia dall'incontro delle varie etnie che, sottoposte alla cristianizzazione forzata, furono costrette a nascondere le loro credenze nei simboli del cattolicesimo.

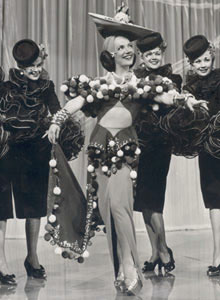
L'attrice brasiliana Carmen Miranda ha contribuito a diffondere il samba internazionalmente.

Significativamente nei testi del samba si ritrovano tali divinità e il poeta Vinícius de Moraes con il chitarrista Baden Powell rivendicarono tale origine scrivendo afro-samba dedicati agli dei del candomblé. Il termine samba sembra derivi da due parole africane: sam ("paga!") e ba ("ricevi!") . Il samba fu coltivato sui morros ("colli") dove gli emarginati costruivano le favelas in cui vivevano, ma divenne termine ufficiale per definire questo tipo di musica (con i suoi vari generi) nel 1917, quando venne inciso il primo disco.
Pelo Telefone (1917), di Donga (Ernesto dos Santos) e di Mauro Almeida (detto Peru dos pés frios cioè "Tacchino dai piedi freddi"), è considerato la prima registrazione di un samba. Il relativo successo ha trasportato il nuovo genere fuori dai ghetti neri. Il testo di Pelo Telefone parla del capo della polizia che manda a chiamare il sambista per calmare la confusione e l'agitazione del gioco d'azzardo jogo do bicho; ciò fa comprendere l'origine del samba come espressione umile, emarginata, accomunato alla delinquenza comune e comunque elemento di disturbo sociale. È singolare il fatto che allora la polizia, quando arrestava qualcuno per vagabondaggio o aspetto poco raccomandabile, controllasse se avesse callosità sui polpastrelli della mano sinistra; queste erano considerate sicuro indizio di reato poiché si trattava di suonatore di violão, dunque malandro o sambista.
A Rio il samba fu coltivato nella casa di Tia Ciata (Hilária Batista de Almeida) nella Praça Onze; Tia Ciata era una baiana trasferitasi a Rio, sacerdotessa del Candomblè, e la sua casa era il punto di incontro dei più famosi sambisti (Sinhô, Donga, Heitor dos Prazeres, Pixinguinha, Caninha, João da Baiana e altri). Il samba si insediò sui morros (colli) di Rio, dando vita alle famose escolas di samba, di cui la più famosa è quella della Mangueira, frequentata anche da Antônio Carlos Jobim, Luiz Bonfá, Chico Buarque de Hollanda, che le hanno dedicato molte musiche. Alla Mangueira appartengono anche il più grande sambista popolare, Angenor de Oliveira (più famoso come Cartola perché, essendo muratore, portava un cappello di carta), Nelson Sargento, Alcione, João Nogueira, Leci Brandão e molti altri grandi sambisti.
Il samba di Bahia ha trovato i suoi massimi interpreti in Dorival Caymmi, Wilson Simonal e Jorge Benjor, e poi in João Gilberto, che dal samba si spinge, insieme a Tom Jobim, fino alla bossa nova, una forma di samba molto raffinata che, grazie a Jobim, utilizza armonizzazioni molto complesse ricavate dalle tecniche semitonali del jazz. Fu esportato con successo in Europa da Tati Casoni.
Il samba si sviluppò come genere alternativo di musica all'inizio del XX secolo a Rio de Janeiro (allora capitale del Brasile) sotto la forte influenza degli afrobrasiliani immigrati dallo stato brasiliano di Bahia. La vera "scuola di samba" (escola de samba), Mine, è stata adottata dai più grandi gruppi di musica samba nel tentativo di prestare l'attenzione verso le prestazioni del samba; le città universitarie locali erano spesso luoghi di pratica e performance per questi musicisti.
Dopo la seconda guerra mondiale è diventato molto diffuso in Europa.

## Sottogeneri
A partire dal samba originale sono stati costruiti numerosi sottogeneri, più o meno recenti. Il samba ha egualmente influenzato molti generi a causa del suo ritmo particolare (ad esempio la bossa nova, a partire dal jazz). Gli stili principali sono:
- Il samba de roda, il Partido Alto, il Pagode;
- Il samba de coco;
- Il samba-canção, un samba più melodioso del quale le musiche di Chico Buarque sono un buon esempio;
- la batucada, Batuque, Afoxé;
- Il samba de enredo, una forma particolare di samba a tema, con altri tempi, che si è sviluppata progressivamente nel quadro delle scuole di samba, particolarmente a Rio de Janeiro, dopo la fine degli anni 1920;
- il samba rock più funk nello spirito della fine degli anni 1960 e all'inizio degli anni 1970, come Jorge Ben accompagnato dal Trio Mocotó;
- Il samba-jazz
- Il samba-reggae si è sviluppato nello stato brasiliano di Bahia a partire dal 1985 circa, sotto l'influenza del reggae giamaicano.